# Capital (departamento de Salta)
| Departamento Capital     | Departamento Capital                    |
| ------------------------ | --------------------------------------- |
| País:                    | Argentina                               |
| Província:               | Salta                                   |
| Capital:                 | Salta                                   |
| Superfície:              | 1.722 km²                               |
| População:               | 554.125 (IDEC - 2005)                   |
| Densidade:               | 321,79 hab/km²                          |
| Altitude:                | 1.300 m.                                |
| Localização:             | 65° 02' S 24° 40' O 65° 36' S 24° 17' O |
| Municípios e Comunas:    | - Salta - Villa San Lorenzo             |
| Web:                     | Oficial                                 |
| Localização na província |                                         |
| Departamento.            |                                         |

Departamento Capital é um departamento da província de Salta, no noroeste da Argentina. Se encontra no centro da província. Tem a forma aproximada de um L invertido. Faz limite com os Departamentos de La Caldera, General Güemes, Metán, La Viña, Chicoana, Cerrillos e Rosário de Lerma.
O departamento é montanhoso a leste, com elevações entre 1.200 e 1.300 msnm, e plano a oeste, correspondendo este último setor ao Vale de Lerma.